# Rosa mandonii
Rosa mandonii — вид рослин з родини трояндових (Rosaceae).

## Поширення
Це ендемік Мадейри, однак багато авторів не відрізняють цей таксон від R. canina.